# ألفرد إس. بينيت
ألفرد إس. بينيت (بالإنجليزية: Alfred S. Bennett)‏ هو محامي وقاضي وسياسي أمريكي، ولد في 10 يونيو 1854 في دوبوك في الولايات المتحدة، وتوفي في 28 نوفمبر 1925 في ذا داليس في الولايات المتحدة.